# Himantoglossum metlesicsianum
Himantoglossum metlesicsianum är en orkidéart som först beskrevs av W.P.Teschner, och fick sitt nu gällande namn av Pierre Delforge. Himantoglossum metlesicsianum ingår i släktet Himantoglossum och familjen orkidéer. IUCN kategoriserar arten globalt som starkt hotad. Inga underarter finns listade i Catalogue of Life.